# Hélène Vallier
Hélène Vallier, nata Hélène de Poliakoff-Baidaroff (Parigi, 2 febbraio 1932 – Marsiglia, 1º agosto 1988), è stata un'attrice francese di origine russa.
È la sorella delle attrici Marina Vlady, Odile Versois e Olga Baïdar-Poliakoff.

## Biografia
Hélène Vallier nacque a Parigi il 2 febbraio 1932 dal cantante lirico Vladimir de Poliakoff e dalla prima ballerina Militza Envald, rifugiati in Francia dalla Russia dopo la rivoluzione del 1917. Terza di quattro sorelle che avrebbero tutte intrapreso la carriera attoriale, iniziò come ballerina all'Opéra di Parigi e in seguito al Théâtre des Capucines e al Tabarin di Pigalle.
Il debutto sul grande schermo avvenne nel 1952 in Roma, ore 11 di Giuseppe De Santis, al quale seguirono piccole apparizioni in film come  I dialoghi delle Carmelitane di Philippe Agostini e Raymond Leopold Bruckberger (1960), Il salvatore di Michel Mardore (1971), L'idolo della città di Yves Robert (1973) e I soldi degli altri di Christian de Chalonge (1978). Oltre alla carriera cinematografica e teatrale, prese parte a serie e film per la televisione tra cui Nazi Hunter: The Beate Klarsfeld Story di Michael Lindsay-Hogg, trasmesso dalla ABC il 23 novembre 1986, che rimane la sua ultima apparizione.
Hélène Vallier è morta a causa di un'emorragia cerebrale nel 1988, all'età di 56 anni. È sepolta nel cimitero russo ortodosso di Nostra Signora dell'Assunzione a Sainte-Geneviève-des-Bois.

### Vita privata
È stata sposata con l'attore e regista Alain Quercy e con l'attore Michel Lesnoff, dal quale ha avuto tre figli, Alexandre, Michel e Catherine.

## Filmografia
- Roma, ore 11, regia di Giuseppe De Santis (1952)
- Penne nere, regia di Oreste Biancoli (1952)
- Saadia, regia di Albert Lewin (1953)
- Rasputin (Raspoutine), regia di Georges Combret (1954)
- La giungla del peccato (Le crâneur), regia di Dimitri Kirsanoff (1955)
- Sofia e il delitto (Sophie et le crime), regia di Pierre Gaspard-Huit (1955) - non accreditata
- Pardonnez nos offenses, regia di Robert Hossein (1956)
- La casa di Madame Kora (Méfiez-vous, fillettes!), regia di Yves Allégret (1957) - non accreditata
- I dialoghi delle Carmelitane (Le dialogue des Carmélites), regia di Philippe Agostini e Raymond Leopold Bruckberger (1960)
- La mano (La mains), regia di Henri Glaeser (1969)
- La maison des Bories, regia di Jacques Doniol-Valcroze (1970)
- Il salvatore (Le sauveur), regia di Michel Mardore (1971)
- Beau masque, regia di Bernard Paul (1972)
- L'idolo della città (Salut l'artiste), regia di Yves Robert (1973)
- Tutta una vita (Toute une vie), regia di Claude Lelouch (1974)
- Amore e guerra (Love and Death), regia di Woody Allen (1975)
- Il giudice d'assalto (Le juge Fayard dit Le Shériff), regia di Yves Boisset (1977)
- Le portrait de Dorian Gray, regia di Pierre Boutron (1977)
- Dernière sortie avant Roissy, regia di Bernard Paul (1977)
- 500 grammes de foie de veau, regia di Henri Glaeser (1977) - cortometraggio
- I soldi degli altri (L'argent des autres), regia di Christian de Chalonge (1978)
- L'amour en question, regia di André Cayatte (1978)
- L'adolescente, regia di Jeanne Moreau (1979)
- Chanel Solitaire, regia di George Kaczender (1981)
- Killer boulevard (Boulevard des assassins), regia di Boramy Tioulong (1982)
- Le caviar rouge, regia di Robert Hossein (1986)

## Televisione

### Film TV
- La dame aux camélias, regia di François Gir (31 marzo 1962)
- À Saint-Lazare, regia di François Gir (1 gennaio 1967)
- Talleyrand ou Le sphinx incompris, regia di Jean-Paul Roux (26 agosto 1972)
- La difficulté d'être onze, regia di Régis Forissier (23 gennaio 1973)
- La cité crucifiée, regia di Jean-Paul Roux (17 settembre 1974)
- Le noeud de vipères, regia di Jacques Trébouta (12 marzo 1980)
- Il n'y a plus de héros au numéro que vous demandez, regia di Pierre Chabartier (5 dicembre 1980)
- Le mécréant, regia di Jean L'Hôte (14 febbraio 1981)
- L'adieu aux enfants, regia di Claude Couderc (16 febbraio 1982)
- Le secret des Andrônes, regia di Sam Itzkovitch (21 agosto 1982)
- L'agenda, regia di Geneviève Bastid, Michèle Gard e Patrick Volson (12 luglio 1984)
- Insomnies de monsieur Plude, regia di Jean Dasque (19 luglio 1984)
- Nazi Hunter: The Beate Klarsfeld Story, regia di Michael Lindsay-Hogg (23 novembre 1986)

### Serie TV
- I Thibault
- episodio #1 (23 dicembre 1972)
- Les Cent Livres des Hommes
- episodio Histoire de la Révolution (30 luglio 1973)
- Bergeval père et fils (1977)
- Le mal du pays
- episodio Brigade des mineurs (28 gennaio 1978)
- Messieurs les jurés
- episodio L'affaire Heurteloup (14 dicembre 1978)
- L'inspecteur mène l'enquête
- episodio Une délivrance pour tout le monde (5 novembre 1976)
- episodio Le dernier éditorial (23 maggio 1979)
- Il était un musicien
- episodio Monsieur Prokofiev (14 ottobre 1979)
- Les Amours de la Belle Époque
- episodio Le roman d'un jeune homme pauvre (14 gennaio 1980)
- Médecins de nuit
- episodio Les Margiis (25 aprile 1980)
- Les Amours des années folles
- episodio L'homme à l'hispano (24 novembre 1980)
- La Vie des autres
- episodio Pomme à l'eau (16 febbraio 1981)
- Disparitions
- episodio A brève déchéance (16 marzo 1984)
- La figlia di Mistral
- episodi #1-3 (24-25-26 settembre 1984)

## Teatro
- Celle qu'on prend dans ses bras, di Henry de Montherlant, regia di Claude Sainval (1948, 1950, 1951)
- Il giocatore, di Ugo Betti, regia di André Barsacq (1952)
- Vous qui nous jugez, di Robert Hossein, regia di Robert Hossein (1957)
- Piccoli borghesi, di Maksim Gor'kij, regia di Grégory Chmara (1959)
- Zio Vanja, di Anton Čechov, regia di Gabriel Monnet (1960)
- Il misantropo, di Molière, regia di Pierre Dux (1963)
- L'istruttoria, di Peter Weiss, regia di Gabriel Garran (1966)
- Tre sorelle, di Anton Čechov, regia di André Barsacq (1966)
- I soldati, di Jakob Michael Reinhold Lenz, regia di Patrice Chéreau (1968)
- Mon destin moqueur, di Léonide Maliouguine, regia di André Barsacq (1969)
- I giusti, di Albert Camus, regia di Jean Deschamps (1972, 1973)